# Hrabstwo Jefferson (Missouri)
Hrabstwo Jefferson (ang. Jefferson County) – hrabstwo we wschodniej części stanu Missouri w Stanach Zjednoczonych. Obszar całkowity hrabstwa obejmuje powierzchnię 664,09 mil2 (1 720 km²). Według danych z 2010 r. hrabstwo miało 218 733 mieszkańców. Hrabstwo powstało w 1818 roku i nosi imię Thomasa Jeffersona - prezydenta Stanów Zjednoczonych.

## Sąsiednie hrabstwa
- Hrabstwo St. Louis (północ)
- Hrabstwo Monroe (Illinois) (wschód)
- Hrabstwo Ste. Genevieve (południowy wschód)
- Hrabstwo St. Francois (południe)
- Hrabstwo Washington (południowy zachód)
- Hrabstwo Franklin (zachód)

## Miasta
- Arnold
- Byrnes Mill
- Crystal City
- De Soto
- Festus
- Herculaneum
- Hillsboro
- Kimmswick
- Olympian Village
- Pevely

## CDP
- Barnhart
- Cedar Hill
- High Ridge
- Horine
- Imperial
- LaBarque Creek
- Murphy

## Wioski
- Cedar Hill Lakes
- Lake Tekakwitha
- Parkdale
- Peaceful Village
- Scotsdale